# Herbert Jäger
Herbert Jäger (* 15. Februar 1926 in Cronenberg; † 10. Dezember 2004 in Wuppertal) war ein deutscher Fußballspieler, der als Aktiver der deutschen Fußballnationalmannschaft der Amateure an den Olympischen Sommerspielen 1952 teilgenommen hat.

## Laufbahn

### Vereine
Beim Cronenberger SC 02 in Wuppertal verbrachte der Abwehrspieler in der Amateurliga Niederrhein die ersten Jahre seiner Aktivität. In den Jahren 1951 und 1952 spielte er um die deutsche Amateurmeisterschaft. Im ersten Jahr, 1951, scheiterte Herbert Jäger mit dem CSC im Halbfinale an dem späteren ersten Deutschen Amateurmeister Bremen 1860. Die Revanche glückte 1952 im Halbfinale durch einen 1:0-Erfolg und brachte den Einzug in das Finale. Am 22. Juni 1952 setzte sich aber der VfR Schwenningen in Ludwigshafen mit 5:2 Toren gegen das Team um Mittelläufer Jäger durch. In Wuppertal spielten 1951/52 die TSG Vohwinkel 80 und der SSV Wuppertal 04 in der 2. Liga West, Gruppe 2. Die Fusion zum Wuppertaler SV fand am 8. Juli 1954 statt; zu spät um Herbert Jäger in Wuppertal zu halten. Zur Runde 1952/53 wechselte er zu Fortuna Düsseldorf in die Oberliga West.
Die Fortuna holte neben Jäger noch seinen Cronenberger Mannschaftskamerad Gerd Hoffmann sowie Karl und Martin Gramminger vom VfL Neckarau aus der Oberliga Süd. Bereits am ersten Spieltag der Runde 1952/53 debütierte Herbert Jäger in den Reihen der Fortuna beim 4:3-Heimerfolg gegen den Meidericher SV. Obwohl er aus Verletzungsgründen nicht durchgängig zur Stammformation der nächsten Jahre zählte, brachte er es von 1952 bis 1957 auf 78 Oberligaeinsätze. Sein letztes Spiel bestritt er am 18. Mai 1957 beim 3:2-Heimsieg gegen Schwarz-Weiß Essen an der Seite von Jupp Derwall, Gerd Harpers, Karl Hoffmann und Erich Juskowiak.
Von 1957 bis 1961 spielte er unter Trainer Karl Hohmann beim VfL Benrath in der 2. Liga West. Bei den Schwarz-Weißen aus dem Düsseldorfer Stadtteil absolvierte der vormalige Fortune 110 Zweitligaspiele und erzielte vier Tore.

### Deutsche Nationalmannschaft der Amateure, 1952
In der Verbandsauswahl des Niederrheins feierte Herbert Jäger seinen ersten überregionalen Erfolg. Am 3. Mai 1951 gewann der Niederrhein vor 50.000 Zuschauern im Berliner Olympiastadion den Amateur-Länderpokal mit 5:4 Toren nach Verlängerung gegen Berlin.
Auch im Jahre 1952 zog der Titelverteidiger in das Endspiel ein, dort aber setzte sich mit 4:0 die Mannschaft aus Bayern durch. Durch seine herausragenden Leistungen in den Wettbewerben um die deutsche Amateurmeisterschaft mit Cronenberg und im Länderpokal mit dem Niederrhein, war der zuverlässige Verteidiger dem Bundestrainer Sepp Herberger aufgefallen. Beim Aufbau der neu gebildeten Amateurnationalmannschaft im Jahre 1952 setzte er auf den Cronenberger Abwehrspieler. Herbert Jäger bestritt sechs Länderspiele, darunter alle vier Begegnungen bei den Olympischen Spielen 1952.